# 가와니시역 (야마구치현)
가와니시역(일본어: 川西駅)은 일본 야마구치현 이와쿠니시에 위치한 서일본 여객철도 · 니시키가와 철도의 철도역이다. JR 서일본의 간토쿠 선과 니시키기와 철도의 니시키가와세이류 선 등 2개의 노선이 운행되고 있으며, 단선 승강장 1면 1선의 구조를 갖춘 성토역이다.

## 이용 현황
| 연도     | 하루 평균 | 연도     | 하루 평균 |
| 1999년도 | 790       | 2007년도 | 604       |
| 2000년도 | 782       | 2008년도 | 626       |
| 2001년도 | 723       | 2009년도 | 574       |
| 2002년도 | 711       | 2010년도 | 414       |
| 2003년도 | 399       | 2011년도 | 387       |
| 2004년도 | 687       | 2012년도 | 529       |
| 2005년도 | 666       | 2013년도 | 505       |
| 2006년도 | 636       |          |           |
| -------- | --------- | -------- | --------- |

## 역 주변
- NHK TV 중계소

## 역사
- 1960년
  - 4월 16일 : 간토쿠 선의 니시이와쿠니 역 - 하시라노 역 간에 신설 개업.
  - 11월 1일 : 간니치 선이 가와야마 역까지 개업해, 분기역으로 된다.
- 1977년 가을 : 주변 주민의 청원운동에 의해, 역 승강장이 니시이와쿠니 방면 및 반대 방향과 연신되었다.
  - 이 연신공사 완료에 수반해, 거기까지 통과하고 있던 10량 편성의 객차 열차의 정차도 실현되었다.
- 1979년 : 이 역보다 야마구치 현립 이와쿠니 고등학교 방면을 연결해 직통 통로를 신설하는 요청운동이, 주변의 가와니시 지구 주민을 중심으로 일어나, 현재까지 실현되고 있지 않다.
- 1987년
  - 4월 1일 : 일본국유철도 분할 민영화에 의해, 서일본 여객철도가 승계.
  - 7월 25일 : 간니치 선이 니시키가와 철도로 전환되어, 서일본 여객철도와 니시키가와 철도의 공동사용역이 된다.

## 인접 역
| 서일본 여객철도 간토쿠 선           | 서일본 여객철도 간토쿠 선 | 서일본 여객철도 간토쿠 선      |
| ----------------------------------- | ------------------------- | ------------------------------ |
| 니시이와쿠니 이와쿠니 방면          | ■ 간토쿠 선               | 하시라노 구시가하마 방면       |
| 니시키가와 철도 니시키가와세이류 선 |                           |                                |
| 시·종착역                           | ■ 니시키가와세이류 선     | 세이류신이와쿠니 니시키초 방면 |

틀:니시키가와 철도 니시키가와세이류 선